# Фриденскирхе (Кёнигсберг)
Фриденскирхе (нем. Friedenskirche) — кирха, находилась в Кёнигсберге в районе Нойен Зорге. В переводе с немецкого означает «церковь мира».

## История
Была открыта за год до начала Первой мировой войны 26 июня 1913 года в саду на улице нем. Friedemannstrasse (ныне улица Белокаменная). Орган производства мастерской Зауера из Франкфурта-на-Одере. Первоначально носила статус «дочерней» общины по отношению к Альт-Россгартенская кирхе.
Церковное здание вмещало 500 прихожан, на небольшой башне было 3 колокола.
Во время Второй мировой войны церковь была разрушена, в 1960-е годы её руины были окончательно снесены. Сейчас на месте церкви стоят блочные жилые дома.